# Boysun
Boysun (russo Байсун, Bajsun) è il capoluogo del distretto di Boysun nella regione di Surxondaryo.  Aveva, al censimento del 1989, una popolazione di 16.700 e il calcolo per il 2010 è di 26.168 abitanti. La città si trova sul versante sud-ovest dei monti Gissar, circa 150 km a nord di Termiz.
Il territorio di Boysun è stato inserito nella Lista provvisoria del Patrimonio Mondiale dell'UNESCO il 18 gennaio 2008 nella categoria mista (culturale e naturale), per i siti storico-archeologici di Teshik-Tash, Kushan wall, Kurganzol; per il suo folklore (ospita un festival); l'artigianato e la presenza di paesaggi unici.

## Monumenti e luoghi d'interesse
- Grotta di Teshik-Tash. Sito archeologico dove nel 1938 sono stati ritrovati i resti di un ominide, denominato Teshik-Tash 1, che, grazie all'analisi dei denti, è stato attribuito ad un bambino tra gli 8 e 11 anni appartenente alla specie dei Neandertal. [5] [6]